# Coptomma
Coptomma is een kevergeslacht uit de familie van de boktorren (Cerambycidae). De wetenschappelijke naam van het geslacht werd voor het eerst geldig gepubliceerd in 1840 door Newman.

## Soorten
Coptomma omvat de volgende soorten:
- Coptomma douei (Lucas, 1862)
- Coptomma lineatum (Fabricius, 1775)
- Coptomma marrisi Song & Wang, 2003
- Coptomma sticticum (Broun, 1893)
- Coptomma sulcatum (Fabricius, 1775)
- Coptomma variegatum (Fabricius, 1775)